# Tsavo-West-Nationalpark

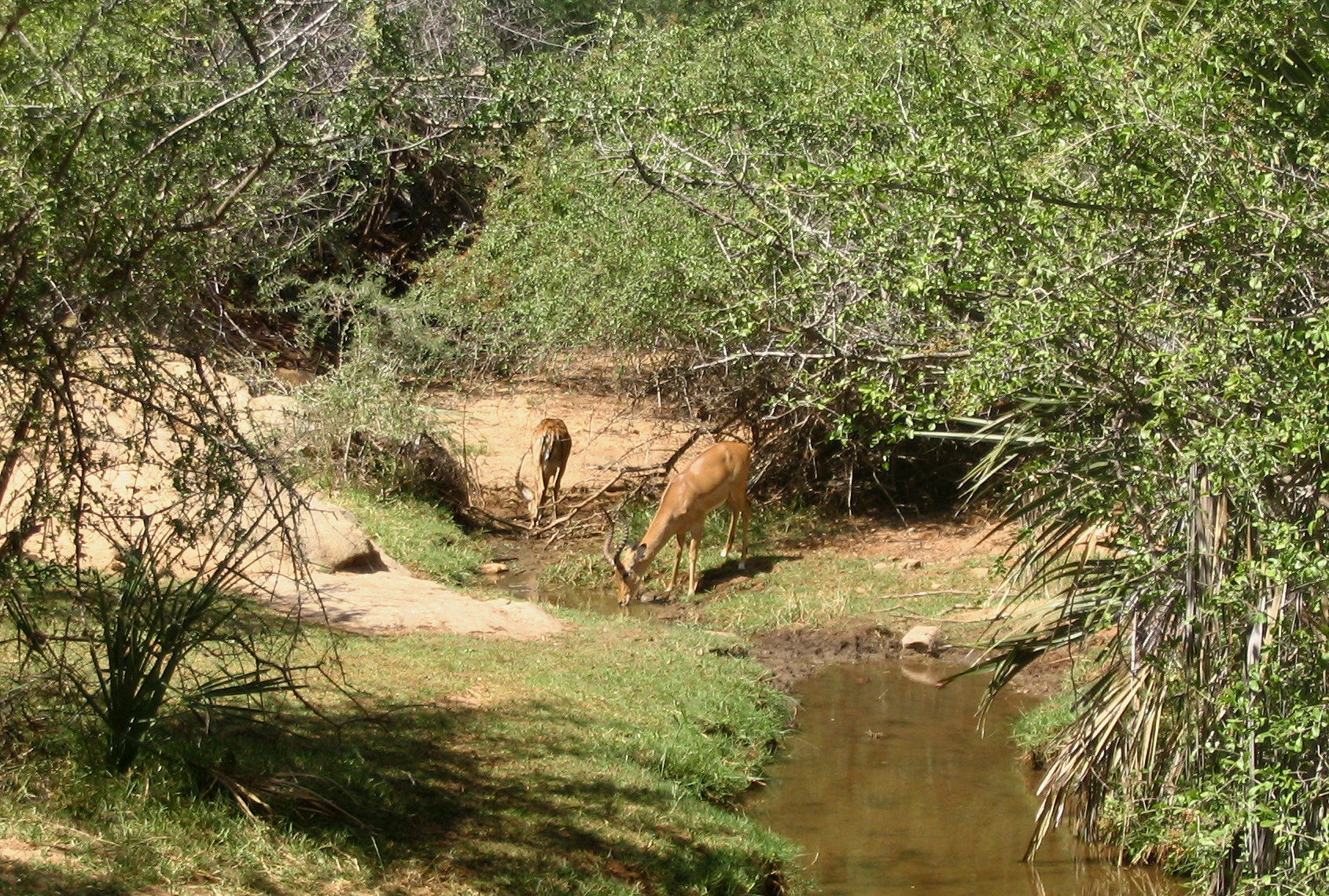
Trinkende Impalas im Tsavo West NP

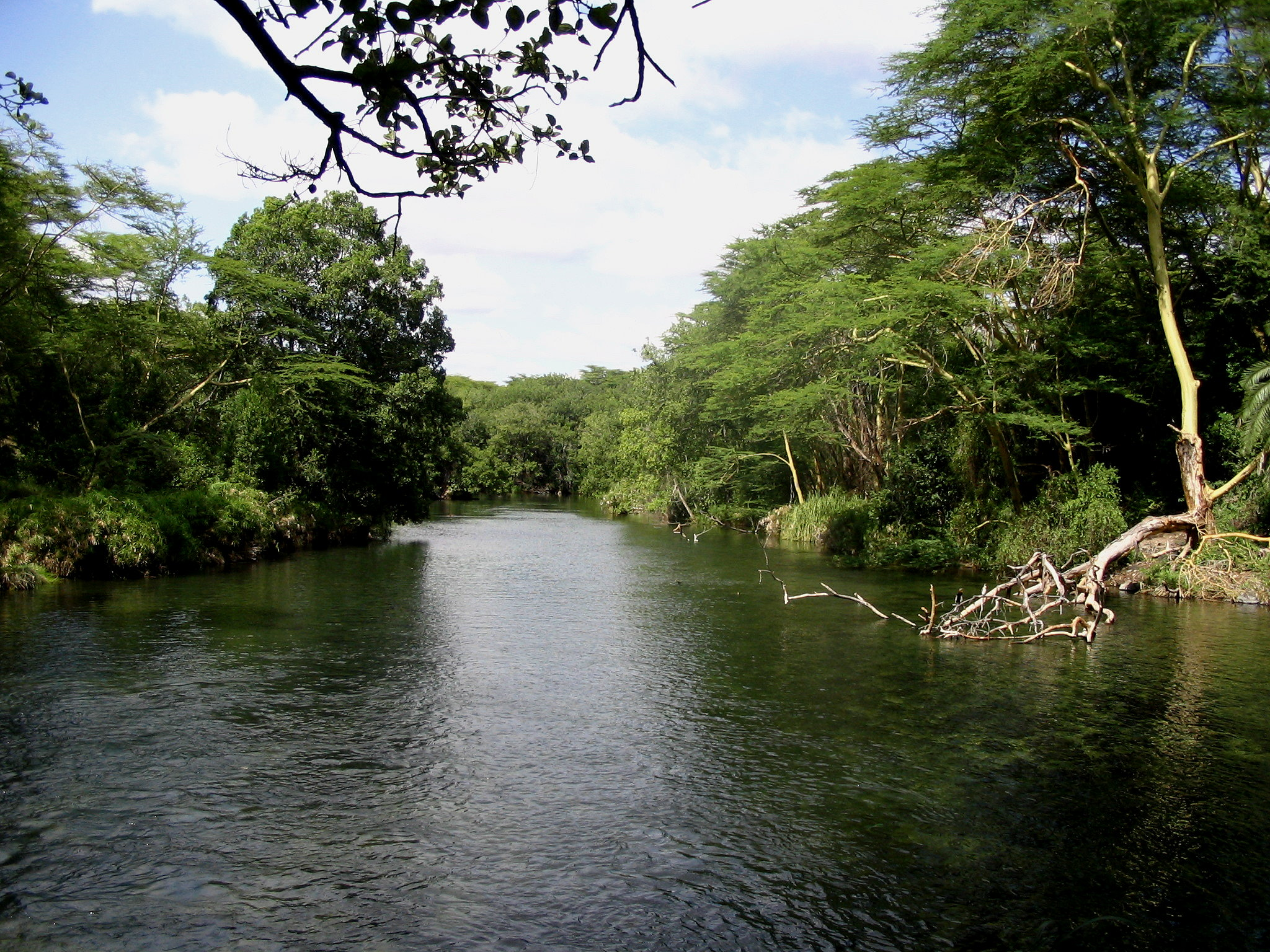
Tsavo River im Tsavo West NP

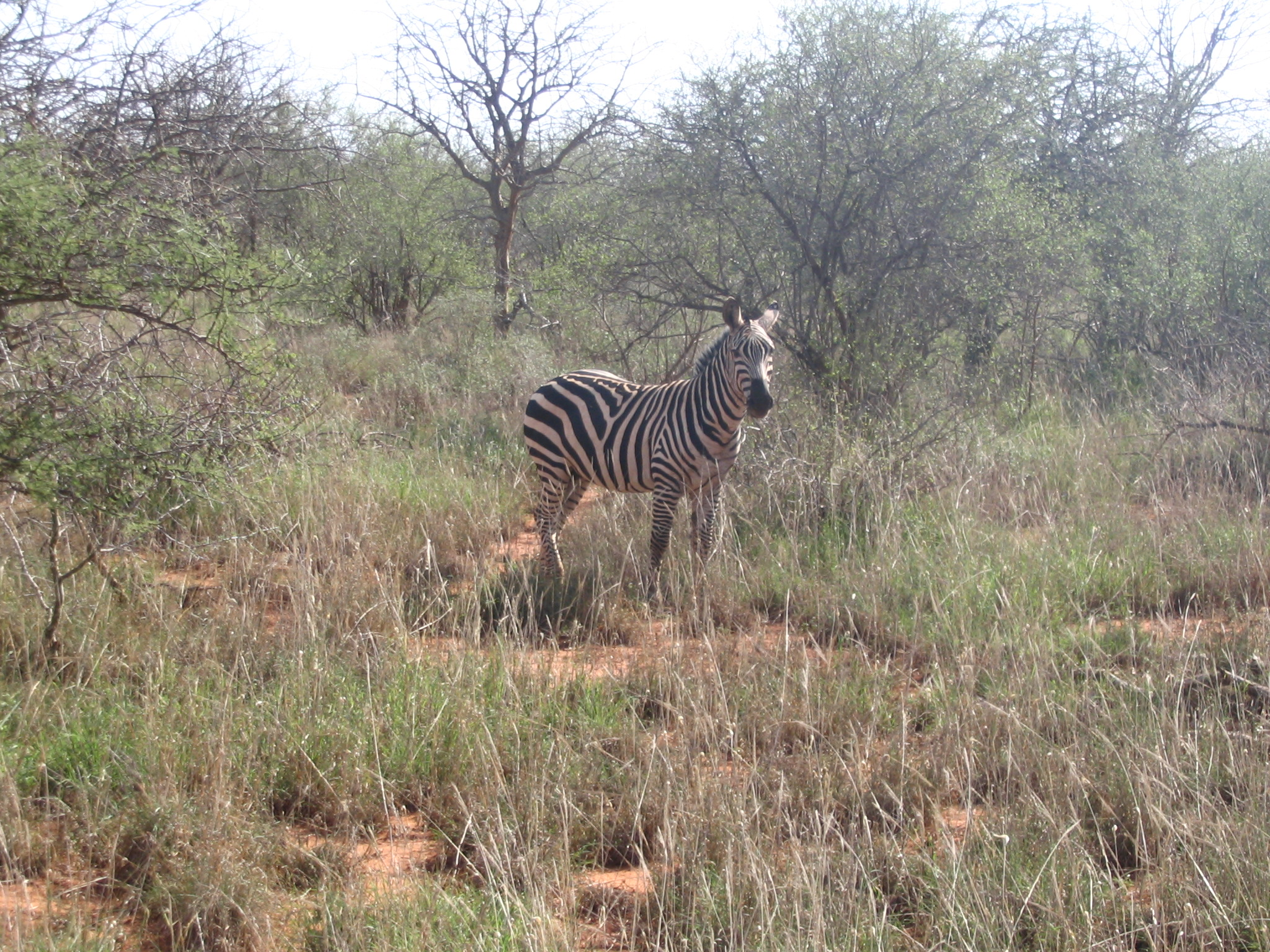
Steppenzebra im Tsavo West NP

Der Tsavo-West-Nationalpark ist ein Nationalpark in Kenia, Ostafrika. Er hat eine Fläche von 9065 km², was ungefähr 30 % der Gesamtfläche aller Parks in Kenia entspricht. Seine Savannen erstrecken sich von der tansanischen Grenze im Süden, der Straße zwischen Mombasa und Nairobi und dem Athi River im Norden. Dieser Fluss und die Straße (A 109) bilden die gemeinsame Grenze zum Tsavo-East-Nationalpark. Im südlichen Teil liegen zwischen beiden Parks private Ländereien u. a. in den Taita Hills und Sagala Hills sowie im Bereich des Tsavo Kasigau Wildlife Corridors. Am 1. April 1948 wurde der Tsavo National Park mit einer Gesamtfläche von 21.812 km² eingerichtet. Im Mai 1949 erfolgte aus administrativen Gründen die Teilung in Ost und West.
Die Landschaft des Tsavo West ist sehr vielfältig und deutlich hügeliger, bergiger und feuchter als die des größeren Tsavo Ost. Aus der Ebene ragen zahlreiche Vulkankegel. Im nördlichen Teil des Parks dominieren Acacia–Commiphora-Savannen mit einzelnen Bäumen (z. B. Baobabs). Einzelne Felsen und Felskämme prägen die Landschaft. Im dicht bewaldeten Ngulia-Gebiet erreichen einige Felshügel Höhen von etwa 1800 m. In einem so genannten „Rhino sanctuary“ werden in einem umzäunten Gebiet unter dem Schutz des Kenya Wildlife Service (KWS) einige der letzten Spitzmaulnashörner der Region gehegt. Am Fuß der Chyulu Hills liegt das Shetani-Lavafeld, das vor etwa 200 Jahren entstand und noch immer weitgehend vegetationsfrei ist. Die schwarze Lava reinigt Schmelzwasser vom Kilimandscharo, das in der Quelle Mzima Springs austritt. Sie besteht aus zwei Quellbecken, aus denen täglich 250 Millionen Liter glasklares Wasser strömen und in denen zahlreiche Flusspferde und Nilkrokodile leben. Ein Unterstand ermöglicht die Beobachtung dieser Tiere und unzähliger Fische unter Wasser. Seit 1966 versorgt eine Wasserleitung weite Teile von Mombasa mit diesem Quellwasser.
Der südliche Sektor besteht aus offenen Grassavannen. Der permanent wasserführende Tsavo wird von Galeriewäldern begleitet. In der Südwestecke des Parks liegt der Jipe-See, durch den die Grenze zu Tansania verläuft. Er wird durch Schmelzwasser vom Kilimandscharo und aus Flüssen aus dem Pare-Gebirge gespeist. Im Park ist sein Ufer von dichten Röhrichten bestanden.
Die Tierwelt des Tsavo West ist sehr artenreich, aufgrund der dichten Vegetation sind die Tiere oftmals schwer auszumachen. Neben den „Big Five“ (Elefant, Nashorn, Leopard, Afrikanischer Büffel, Löwe) leben hier diverse andere Säugetierarten. Auch die Avifauna ist sehr artenreich und umfasst zahlreiche gefährdete Arten.
Als Menschenfresser von Tsavo wurden zwei Löwen bekannt, die während des Eisenbahnbaus 1898 die Bauarbeiter bedrohten. Neueren Untersuchungen zufolge sollen den Löwen insgesamt etwa 35 Bahnarbeiter zum Opfer gefallen sein; nicht bis zu 135, wie Berichte aus der damaligen Zeit behaupteten. Diese Geschichte wurde vom Jäger John Henry Patterson 1907 als Buch veröffentlicht und 1996 unter dem Titel Der Geist und die Dunkelheit mit Michael Douglas verfilmt.